# Centro Sportivo Carabinieri
Il Centro Sportivo Carabinieri  fa parte dell'organizzazione addestrativa dell'Arma dei Carabinieri che si occupa di sport a livello agonistico, al fine di arruolare atleti di chiaro interesse nazionale; cura e segue, di concerto con gli organismi sportivi federali, la preparazione atletica e l'attività agonistica dei militari.

## Storia
Il centro è stato costituito nel 1964. Il Centro Carabinieri di Perfezionamento al Tiro è nato come "nucleo organizzativo" nell'agosto 1971, e oggi ha una sezione addestrativa e una sportiva.
Nel gennaio 2017, con l'incorporamento del Corpo Forestale dello Stato nell'organizzazione dell'Arma dei Carabinieri, sono transitati nel comparto sportivo della Benemerita gli atleti del Gruppo Sportivo Forestale.
Attualmente si trova sotto il comando del Generale Gianni Massimo Cuneo.

## Struttura
Il Centro sportivo dell'Arma dei Carabinieri è articolato in 10 sezioni:
- distaccamento atleti Legione Carabinieri Lazio:
  - sezione Karate
  - sezione scherma;
  - sezione judo;
  - sezione taekwondo;
  - sezione pentathlon moderno e triathlon;
  - sezione tiro a segno;
  - sezione pugilato;
- sezione paracadutismo sportivo presso il 1º Reggimento Carabinieri paracadutisti "Tuscania" di Livorno (paracadutismo sportivo);
- sezione atletica leggera presso il 5º Reggimento Carabinieri "Emilia-Romagna" di Bologna (atletica leggera);
- sezione nuoto presso il 10º Reggimento Carabinieri "Campania" di Napoli (nuoto, tuffi, nuoto per salvamento, fondo e gran fondo);
- sezione equitazione presso il 4º Reggimento Carabinieri a cavallo di Roma (salto ostacoli, completo, dressage)
- sezione sport invernali presso il Centro Carabinieri addestramento alpino a Selva di Val Gardena (sci alpino, sci di fondo, sci alpinismo, bob, slittino, biathlon, snowboard);
- sezione pugilato, dalla fusione con il Gruppo Sportivo Forestale nasce, nel 2017, la Sezione pugilistica (Campania).

Le sezioni sportive dislocate a Roma, ad eccezione di quella di equitazione, sono state raggruppate nel Distaccamento atleti.
Le sezioni dipendono:
- ai soli fini amministrativi e disciplinari, dai reparti che li ospitano;
- per l'impiego tecnico funzionale, dalla Sezione attività sportiva dell'ufficio addestramento e regolamenti dislocato presso il reparto organizzazione delle Forze dello stato maggiore (Comando generale dell'Arma dei Carabinieri).

## Sportivi importanti
Il Centro Sportivo Carabinieri non ha mancato di distinguersi in tutte le discipline sportive estive ed invernali, come nei Giochi olimpici e nei Campionati mondiali ed europei delle varie discipline.
Hanno militato e militano nel C.S. Carabinieri campioni come:
- Luigi Busà campione olimpico, mondiale ed europeo di Karate
- Raimondo D'Inzeo: pluri campione olimpico (Roma 1960) e mondiale d'equitazione;
- Alberto Tomba: pluricampione olimpico di sci alpino (medaglia d'oro slalom speciale e gigante a Calgary 1988; medaglia d'oro slalom gigante e d'argento in slalom speciale ad Albertville 1992; medaglia d'argento in slalom speciale a Lillehammer 1994);
- Armin Zöggeler: medaglia d'oro olimpica a Salt Lake City 2002 e Torino 2006; medaglia d'argento olimpica a Nagano 1998; medaglia di bronzo olimpica Lillehammer 1994, Vancouver 2010 e Soči 2014; campione del mondo individuale nel 1995, 1999, 2001, 2003, 2005 e 2011 e vincitore di 10 Coppe del Mondo tra il 1998 e il 2011 nonché vincitore di 57 gare del circuito di Coppa del Mondo tra il 1995 ed il 2014 nello slittino;
- Giovanni De Benedictis: medaglia di bronzo olimpica a Barcellona 1992;
- Michele Didoni: medaglia d'oro mondiale a Göteborg 1995;
- Giorgio Rocca: 5 vittorie consecutive (Beaver Creek, Madonna di Campiglio, Kranjska Gora, Adelboden e Wengen) nella Coppa del Mondo di slalom speciale 2005-2006;
- Vincenzo Figuccio: campione mondiale ed europeo di karate;
- Carlo Molfetta: campione olimpico di taekwondo;
- Riccardo De Luca: Campione europeo 2012 e vincitore della Coppa del Mondo 2015, Campione del mondo a squadre 2012 di pentathlon moderno;
- Arianna Errigo: medaglia d'argento individuale e medaglia d'oro olimpica a squadre a Londra 2012; Campionessa del mondo individuale 2013 e 2014 di fioretto;
- Andrea Cassarà: medaglia d'oro olimpica a squadre ad Atene 2004 e Londra 2012 e medaglia di bronzo olimpica ad Atene 2004; Campione del Mondo individuale 2011 fioretto;
- Giorgio Di Centa: medaglia d'oro olimpica individuale e a staffetta Torino 2006; medaglia d'argento olimpica a staffetta Salt Lake City 2002; medaglia d'argento mondiale individuale nel 2005 nello sci di fondo.

## Giochi della XXX Olimpiade
L'Arma dei Carabinieri si è presentata ai Giochi della XXX Olimpiade con 22 atleti aggiudicandosi 4 medaglie.
I 3 ori sono stati vinti nel fioretto a squadre femminile da Arianna Errigo, che ha anche conquistato l'argento individuale battendo Valentina Vezzali in semifinale.nella categoria pesi massimi del Taekwondo da Carlo Molfetta e nel Karate Luigi Busà
Ha vinto una medaglia d'argento Luca Tesconi nella pistola 10 metri aria compressa maschile, prima medaglia olimpica per l'Italia nella XXX edizione dei Giochi olimpici estivi, totalizzando 685,8 punti, ed una di bronzo Rosalba Forciniti nel judo, categoria 52 kg femminile.

## Medagliere
| Competizione             | Oro  | Argento | Bronzo |
| ------------------------ | ---- | ------- | ------ |
| Giochi olimpici          | 33   | 33      | 50     |
| Mondiali                 | 160  | 142     | 176    |
| Campionati europei       | 187  | 193     | 250    |
| Giochi mondiali militari | 216  | 163     | 227    |
| Giochi del Mediterraneo  | 47   | 45      | 42     |
| Universiadi              | 29   | 42      | 42     |
| Campionati italiani      | 3030 | 2627    | 2311   |
| Totale                   | 3680 | 3285    | 3080   |

| Anno                         | Grado                    | Atleta                   | Disciplina                               | Luogo                    |
| Medaglie olimpiche d'oro     | Medaglie olimpiche d'oro | Medaglie olimpiche d'oro | Medaglie olimpiche d'oro                 | Medaglie olimpiche d'oro |
| ---------------------------- | ------------------------ | ------------------------ | ---------------------------------------- | ------------------------ |
| 1960                         | Capitano                 | Raimondo D'Inzeo         | Equitazione - salto ostacoli individuale | Roma                     |
| 1972                         | Carabiniere              | Paul Hildgartner         | Slittino doppio                          | Sapporo                  |
| 1972                         | Carabiniere              | Walter Plaikner          | Slittino doppio                          | Sapporo                  |
| 1972                         | Carabiniere              | Michele Maffei           | Sciabola a squadre                       | Monaco di Baviera        |
| 1972                         | Carabiniere              | Mario Tullio Montano     | Sciabola a squadre                       | Monaco di Baviera        |
| 1984                         | Carabiniere              | Paul Hildgartner         | Slittino singolo                         | Sarajevo                 |
| 1984                         | Carabiniere              | Mauro Numa               | Fioretto individuale                     | Los Angeles              |
| 1984                         | Carabiniere              | Mauro Numa               | Fioretto a squadre                       | Los Angeles              |
| 1988                         | Carabiniere              | Alberto Tomba            | Slalom gigante                           | Calgary                  |
| 1988                         | Carabiniere              | Alberto Tomba            | Slalom speciale                          | Calgary                  |
| 1992                         | Appuntato                | Alberto Tomba            | Slalom gigante                           | Albertville              |
| 1994                         | Carabiniere              | Wilfried Huber           | Slittino doppio                          | Lillehammer              |
| 1994                         | Carabiniere              | Silvio Fauner            | Sci di fondo - staffetta 4×10 km         | Lillehammer              |
| 1996                         | Carabiniere              | Alessandro Puccini       | Fioretto individuale                     | Atlanta                  |
| 1996                         | Appuntato                | Angelo Mazzoni           | Spada a squadre                          | Atlanta                  |
| 1998                         | Appuntato                | Günther Huber            | Bob a due                                | Nagano                   |
| 1998                         | Appuntato                | Antonio Tartaglia        | Bob a due                                | Nagano                   |
| 2000                         | Appuntato                | Angelo Mazzoni           | Spada a squadre                          | Sydney                   |
| 2000                         | Carabiniere              | Alfredo Rota             | Spada a squadre                          | Sydney                   |
| 2002                         | Carabiniere scelto       | Armin Zöggeler           | Slittino singolo                         | Salt Lake City           |
| 2004                         | Carabiniere scelto       | Aldo Montano             | Sciabola individuale                     | Atene                    |
| 2004                         | Appuntato                | Salvatore Sanzo          | Fioretto a squadre                       | Atene                    |
| 2004                         | Carabiniere              | Andrea Cassarà           | Fioretto a squadre                       | Atene                    |
| 2006                         | Appuntato                | Armin Zöggeler           | Slittino singolo                         | Torino                   |
| 2006                         | Appuntato                | Giorgio Di Centa         | Sci di fondo - 50 km                     | Torino                   |
| 2006                         | Appuntato                | Giorgio Di Centa         | Sci di fondo - staffetta 4×10 km         | Torino                   |
| 2006                         | Appuntato                | Pietro Piller Cottrer    | Sci di fondo - staffetta 4×10km          | Torino                   |
| 2008                         | Carabiniere              | Alex Schwazer            | Marcia 50 km                             | Pechino                  |
| 2012                         | Carabiniere              | Arianna Errigo           | Fioretto a squadre                       | Londra                   |
| 2012                         | Carabiniere              | Carlo Molfetta           | Taekwondo                                | Londra                   |
| 2021                         | Appuntato Scelto         | Luigi Busà               | Karate                                   | Tokyo                    |
| Medaglie olimpiche d'argento |                          |                          |                                          |                          |
| 1948                         | Maresciallo              | Giuseppe Tosi            | Lancio del disco                         | Londra                   |
| 1956                         | Tenente                  | Raimondo D'Inzeo         | Equitazione - salto ostacoli individuale | Melbourne                |
| 1956                         | Tenente                  | Raimondo D'Inzeo         | Equitazione - salto ostacoli a squadre   | Melbourne                |
| 1956                         | Capitano                 | Salvatore Oppes          | Equitazione - salto ostacoli a squadre   | Melbourne                |
| 1976                         | Carabiniere              | Stefano Simoncelli       | Fioretto a squadre                       | Montréal                 |
| 1976                         | Carabiniere              | Carlo Montano            | Fioretto a squadre                       | Montréal                 |
| 1976                         | Carabiniere              | Mario Tullio Montano     | Sciabola a squadre                       | Montréal                 |
| 1976                         | Carabiniere              | Tommaso Montano          | Sciabola a squadre                       | Montréal                 |
| 1980                         | Carabiniere              | Paul Hildgartner         | Slittino singolo                         | Lake Placid              |
| 1980                         | Carabiniere              | Karl Brunner             | Slittino doppio                          | Lake Placid              |
| 1988                         | Appuntato                | Gianluca Tiberti         | Pentathlon moderno                       | Seul                     |
| 1992                         | Carabiniere              | Silvio Fauner            | Sci di fondo - staffetta 4×10 km         | Albertville              |
| 1992                         | Appuntato                | Alberto Tomba            | Slalom speciale                          | Albertville              |
| 1994                         | Carabiniere              | Norbert Huber            | Slittino doppio                          | Lillehammer              |
| 1994                         | Vicebrigadiere           | Alberto Tomba            | Slalom speciale                          | Lillehammer              |
| 1998                         | Appuntato                | Silvio Fauner            | Sci di fondo - staffetta 4×10 km         | Nagano                   |
| 1998                         | Carabiniere              | Armin Zöggeler           | Slittino singolo                         | Nagano                   |
| 2002                         | Appuntato                | Giorgio Di Centa         | Sci di fondo - staffetta 4×10 km         | Salt Lake City           |
| 2002                         | Carabiniere scelto       | Pietro Piller Cottrer    | Sci di fondo - staffetta 4×10km          | Salt Lake City           |
| 2004                         | Appuntato                | Salvatore Sanzo          | Fioretto individuale                     | Atene                    |
| 2004                         | Appuntato                | Luigi Tarantino          | Sciabola a squadre                       | Atene                    |
| 2004                         | Carabiniere scelto       | Aldo Montano             | Sciabola a squadre                       | Atene                    |
| 2004                         | Carabiniere scelto       | Giampiero Pastore        | Sciabola a squadre                       | Atene                    |
| 2010                         | Appuntato                | Pietro Piller Cottrer    | Sci di fondo - 15 km                     | Vancouver                |
| 2012                         | Carabiniere              | Arianna Errigo           | Fioretto individuale                     | Londra                   |
| 2012                         | Carabiniere scelto       | Luca Tesconi             | Pistola 10 m aria compressa              | Londra                   |
| 2016                         | Carabiniere scelto       | Enrico Garozzo           | Scherma - Spada maschile a squadre       | Rio de Janeiro           |
| Medaglie olimpiche di bronzo |                          |                          |                                          |                          |
| 1960                         | Capitano                 | Raimondo D'Inzeo         | Equitazione - salto ostacoli a squadre   | Roma                     |
| 1960                         | Capitano                 | Salvatore Oppes          | Equitazione - salto ostacoli a squadre   | Roma                     |
| 1964                         | Capitano                 | Raimondo D'Inzeo         | Equitazione - salto ostacoli a squadre   | Tokyo                    |
| 1972                         | Capitano                 | Raimondo D'Inzeo         | Equitazione - salto ostacoli a squadre   | Monaco di Baviera        |
| 1976                         | Carabiniere              | Herbert Plank            | Discesa libera                           | Innsbruck                |
| 1976                         | Carabiniere              | Roberto Ferraris         | Pistola 25 m                             | Montréal                 |
| 1984                         | Carabiniere              | Angelo Mazzoni           | Spada a squadre                          | Los Angeles              |
| 1988                         | Carabiniere              | Johann Passler           | Biathlon 20 km                           | Calgary                  |
| 1988                         | Carabiniere              | Johann Passler           | Biathlon staffetta 4×7,5 km              | Calgary                  |
| 1988                         | Carabiniere              | Andreas Zingerle         | Biathlon staffetta 4×7,5km               | Calgary                  |
| 1992                         | Carabiniere              | Norbert Huber            | Slittino doppio                          | Albertville              |
| 1992                         | Carabiniere              | Gianluca Tiberti         | Pentathlon moderno a squadre             | Barcellona               |
| 1992                         | Carabiniere              | Giovanni De Benedictis   | Marcia 20 km                             | Barcellona               |
| 1994                         | Carabiniere              | Armin Zöggeler           | Slittino singolo                         | Lillehammer              |
| 1994                         | Carabiniere              | Silvio Fauner            | Sci di fondo - 25 km inseguimento        | Lillehammer              |
| 1994                         | Carabiniere              | Günther Huber            | Bob a due                                | Lillehammer              |
| 1996                         | Carabiniere              | Raffaello Caserta        | Sciabola a squadre                       | Atlanta                  |
| 1996                         | Carabiniere              | Luigi Tarantino          | Sciabola a squadre                       | Atlanta                  |
| 1998                         | Carabiniere              | Silvio Fauner            | Sci di fondo - 30 km                     | Nagano                   |
| 2000                         | Carabiniere              | Davide Rummolo           | Nuoto - 200 m rana                       | Sydney                   |
| 2000                         | Carabiniere              | Daniele Crosta           | Fioretto a squadre                       | Sydney                   |
| 2000                         | Carabiniere              | Salvatore Sanzo          | Fioretto a squadre                       | Sydney                   |
| 2000                         | Carabiniere              | Matteo Zennaro           | Fioretto a squadre                       | Sydney                   |
| 2004                         | Carabiniere              | Andrea Cassarà           | Fioretto individuale                     | Atene                    |
| 2004                         | Carabiniere              | Federico Cappellazzo     | Nuoto - staffetta 4×200 s.l.             | Atene                    |
| 2006                         | Appuntato                | Pietro Piller Cottrer    | Sci di fondo - 30 km inseguimento        | Torino                   |
| 2008                         | Appuntato scelto         | Salvatore Sanzo          | Fioretto individuale                     | Pechino                  |
| 2008                         | Carabiniere              | Margherita Granbassi     | Fioretto individuale                     | Pechino                  |
| 2008                         | Carabiniere              | Margherita Granbassi     | Fioretto a squadre                       | Pechino                  |
| 2008                         | Appuntato                | Diego Confalonieri       | Spada a squadre                          | Pechino                  |
| 2008                         | Appuntato                | Alfredo Rota             | Spada a squadre                          | Pechino                  |
| 2008                         | Appuntato scelto         | Luigi Tarantino          | Sciabola a squadre                       | Pechino                  |
| 2008                         | Appuntato                | Giampiero Pastore        | Sciabola a squadre                       | Pechino                  |
| 2010                         | Appuntato                | Armin Zöggeler           | Slittino singolo                         | Vancouver                |
| 2012                         | Carabiniere              | Rosalba Forciniti        | Judo 52 kg                               | Londra                   |
| 2014                         | Brig.Cap.                | Armin Zöggeler           | Slittino singolo                         | Soči                     |
| 2014                         | Carabiniere              | Lukas Hofer              | Biathlon - Staffetta mista 4x5 km        | Soči                     |
| 2018                         | Carabiniere              | Lukas Hofer              | Biathlon - Staffetta mista 4x5 km        | Pyeongchang              |
| 2018                         | Carabiniere scelto       | Lisa Vittozzi            | Biathlon - Staffetta mista 4x5 km        | Pyeongchang              |
| 2018                         | Appuntato                | Federica Brignone        | Sci alpino - Slalom gigante              | Pyeongchang              |